# Bairds gors
Bairds gors (Centronyx bairdii synoniem: Ammodramus bairdii) is een vogelsoort uit de familie emberizidae. 

## Verspreiding en leefgebied
Deze soort komt voor van centraal Canada tot noordelijk Mexico.